# Майская скупщина
Майская скупщина (серб. Мајска скупштина) — собрание представителей сербского населения Австрийской империи, прошедшее в городе Карловиц 1—3 мая 1848 года.

## Предыстория
До турецкого завоевания сербские государственные образования были вассалами венгерских королей. В Габсбургской монархии сербы играли существенную роль в борьбе с турками, и поэтому когда в XVIII веке начался процесс отвоевания сербских земель, то сербам были дарованы специальные «привилегии». Однако к концу XVIII века венгерская аристократия сумела добиться значительных успехов, и Королевская Венгрия вернула себе власть над всеми подчинявшимися когда-то венгерскому королевству землями, за исключением Военной границы. «Привилегии» были отменены, а сербы стали равноправными с другими подданными империи.
Сумев добиться успеха в своём сопротивлении абсолютистской политике венского двора, венгерские правящие круги всеми силами старались превратить многонациональную (как и сама Империя) Королевскую Венгрию в национальное государство венгров. В 1830 году были приняты «языковые законы», на основании которых венгерский язык получил статус официального; даже церковно-приходские книги надлежало составлять на венгерском, что должно было отразиться на выборе имён для новорожденных. Подобные меры вызвали жёсткий отпор со стороны всех невенгров и привели к зарождению Иллирийского движения в Хорватии, в котором участвовали сербы не только из Хорватии, но и из южной Венгрии.

## Революция 1848 года
В 1848 году в Австрийской империи, как и во всей Европе, начались революционные волнения. Сразу обозначились противоречия между целями сербских и венгерских революционеров. Сербы небезосновательно опасались лозунгов о политически едином народе и о единственном «дипломатическом» языке — венгерском. Со своей стороны венгры, особенно националисты-радикалы во главе с Лайошом Кошутом, испытывали беспокойство по поводу любых центробежных устремлений. Переговоры венгерских революционных властей с сербами, тогда ещё не выдвигавшими требования автономии, не только не устранили, а, наоборот, усилили взаимное недоверие. В начале апреля 1848 года в разговоре с делегацией новисадских сербов Кошут в ответ на предостережение о том, что сербы могли бы потребовать автономии и у противоположной стороны, заявил: «В таком случае нам придётся скрестить мечи».
Слухи о разногласиях с венграми и прежний печальный опыт навязывания венгерского языка стали причиной жестокого сопротивления. Во многих городах с сербским населением сжигались церковные книги и документы, написанные по-венгерски. Громко зазвучали требования о предоставлении сербам собственной территории и о назначении воеводы. Возбуждённая толпа, которой предводительствовала студенческая и школьная молодёжь совместно с прибывшими из Княжества Сербия сверстниками, заставила митрополита созвать в Карловице Народную скупщину, хотя власти соглашались только на проведение народно-церковного собора в Темешваре в присутствии королевского комиссара.

## Скупщина
1-3 мая по Юлианскому календарю (12-14 мая по григорианскому) на Карловицкой скупщине, вылившейся в массовый митинг, были приняты решения, повлекшие серьёзные последствия. На территории Срема, Бараньи, Бачки и Баната провозглашалось создание Сербской Воеводины. Новосозданная Воеводина вступала в «политический союз… на основе свободы и полного равноправия с Триединым королевством Хорватии, Славонии и Далмации». Формировался Народный комитет как орган, подотчётный Скупщине Признавалась валашская народная идентичность, что должно было предотвратить проявления недовольства со стороны многочисленных румын. Митрополит Йосиф Раячич провозглашался патриархом, а полковник Стеван Шупликац, находившийся в это время на фронте в Италии — воеводой.

## Итоги и последствия
В связи с тем, что в это время венский двор во всём попустительствовал венгерскому правительству, решения Майской скупщины не были признаны официальными властями Империи. Вожди сербов могли рассчитывать только на поддержку Хорватии, которая также оказывала сопротивление венграм. Целый год шли боевые действие против революционной венгерской армии, главной жертвой которых стало гражданское население (лишь двадцать лет спустя численность сербов в Бачке и Банате достигла уровня 1848 года).
Ситуация в стране изменилась осенью 1848 года, когда венский двор, решив вопрос с Италией и Чехией, вступил в борьбу с венгерскими властями. Двор намекнул на возможность признания решений Майской скупщины, а также согласился с присвоением Раячичу и Шупликацу титулов патриарха и воеводы; сербская армия стала называться «королевским австро-сербским корпусом». Имперская конституция, объявленная 4 марта 1849 года, предусматривала, что «Воеводство Сербия» получит устройство, «которым будет подтверждена его церковь и народность на основе старых „привилегий“ и императорских указов». Императорским патентом от 18 ноября 1849 года была образована отдельная территориальная единица Воеводство Сербия и Темешварский банат.